# Linia kolejowa Přerov – Břeclav
Linia kolejowa Přerov – Břeclav (Linia kolejowa nr 330 (Czechy)) – dwutorowa, zelektryfikowana linia kolejowa o znaczeniu krajowym i międzynarodowym w Czechach. Łączy Przerów ze stacją Brzecław. Przebiega przez terytorium kraju ołomunieckiego, zlińskiego i południowomorawskiego.